# Low (chanson des Foo Fighters)
Pour les articles homonymes, voir Low.
Singles de Foo Fighters
Times Like These
(2002) Have It All
(2003)
Low est le troisième single du groupe de rock Foo Fighters issu de l'album One by One sorti en 2002.

## Liste des titres
Toutes les chansons sont écrites et composées par Dave Grohl, Taylor Hawkins, Nate Mendel, Chris Shiflett.
| 1. | Low                                                                                      | 4:28 |
| 2. | Never Talking to You Again (live à Hambourg le 1er décembre 2002) (reprise de Hüsker Dü) | 2:40 |
| 3. | Chris' Hair (bonus clip vidéo)                                                           |      |

| 1. | Low                                                 | 4:28 |
| 2. | Enough Space (live à Copenhague le 5 décembre 2002) | 1:54 |
| 3. | Low (clip vidéo)                                    |      |

| 1. | Low                                                                                      | 4:28 |
| 2. | Enough Space (live à Copenhague le 5 décembre 2002)                                      | 1:54 |
| 3. | Never Talking to You Again (live à Hambourg le 1er décembre 2002) (reprise de Hüsker Dü) | 2:40 |
| 4. | Low (clip vidéo)                                                                         |      |
| 5. | Chris' Hair (bonus clip vidéo)                                                           |      |

## Membres du groupe lors de l'enregistrement de la chanson
- Dave Grohl - Chant, guitare, batterie
- Chris Shiflett - Guitare
- Nate Mendel - Basse
- Taylor Hawkins - Batterie